# Petronella Moens
Pour les articles homonymes, voir Moens.
Petronella Moens, née à Kûbaard en Frise le 16 novembre 1762 et morte à Utrecht le 1er avril 1843, est une écrivaine néerlandaise.

## Introduction
Si, à l'âge de quatre ans, elle était déjà presque aveugle, elle devint néanmoins l'une des plus célèbres écrivaines de son temps.  D'abord, elle dictait à ses amis les textes de ses œuvres ; plus tard, elle engagea une secrétaire afin de l'aider à les écrire.  Son œuvre se compose de plus de 150 titres : des poèmes (de circonstance), des articles de revues, des pièces de théâtre, des romans moralisateurs (qui appartiennent au courant de fond du romanticisme aux Pays-Bas) ainsi que des romans épistolaires, des récits, des discours moralisateurs et religieux, des contributions à des almanachs, des pamphlets politiques et de la littérature pour enfants,.

## Biographie

### Enfance et éducation

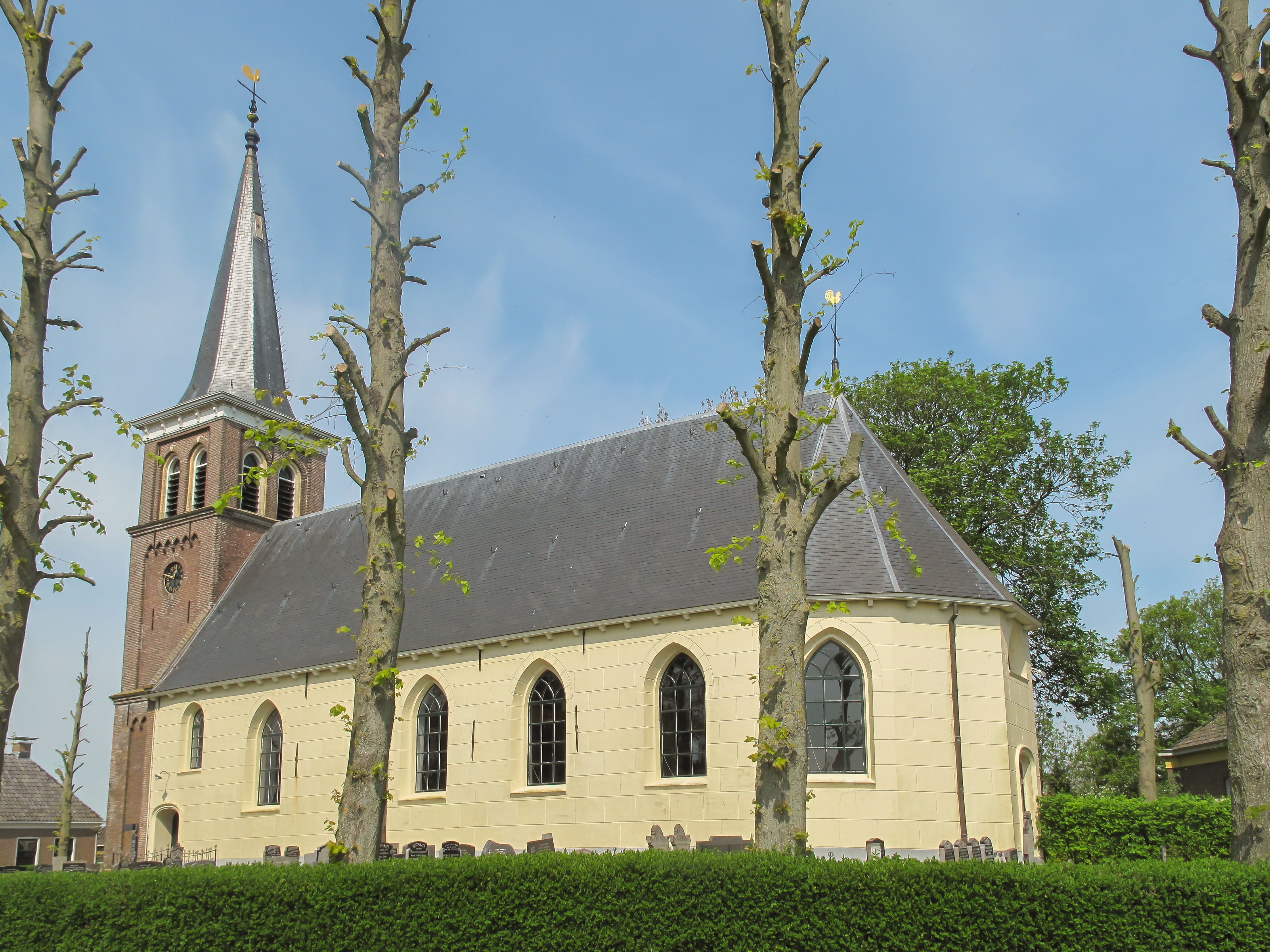
L'église de Kûbaard, le village où Petronella Moens naquit en 1762.

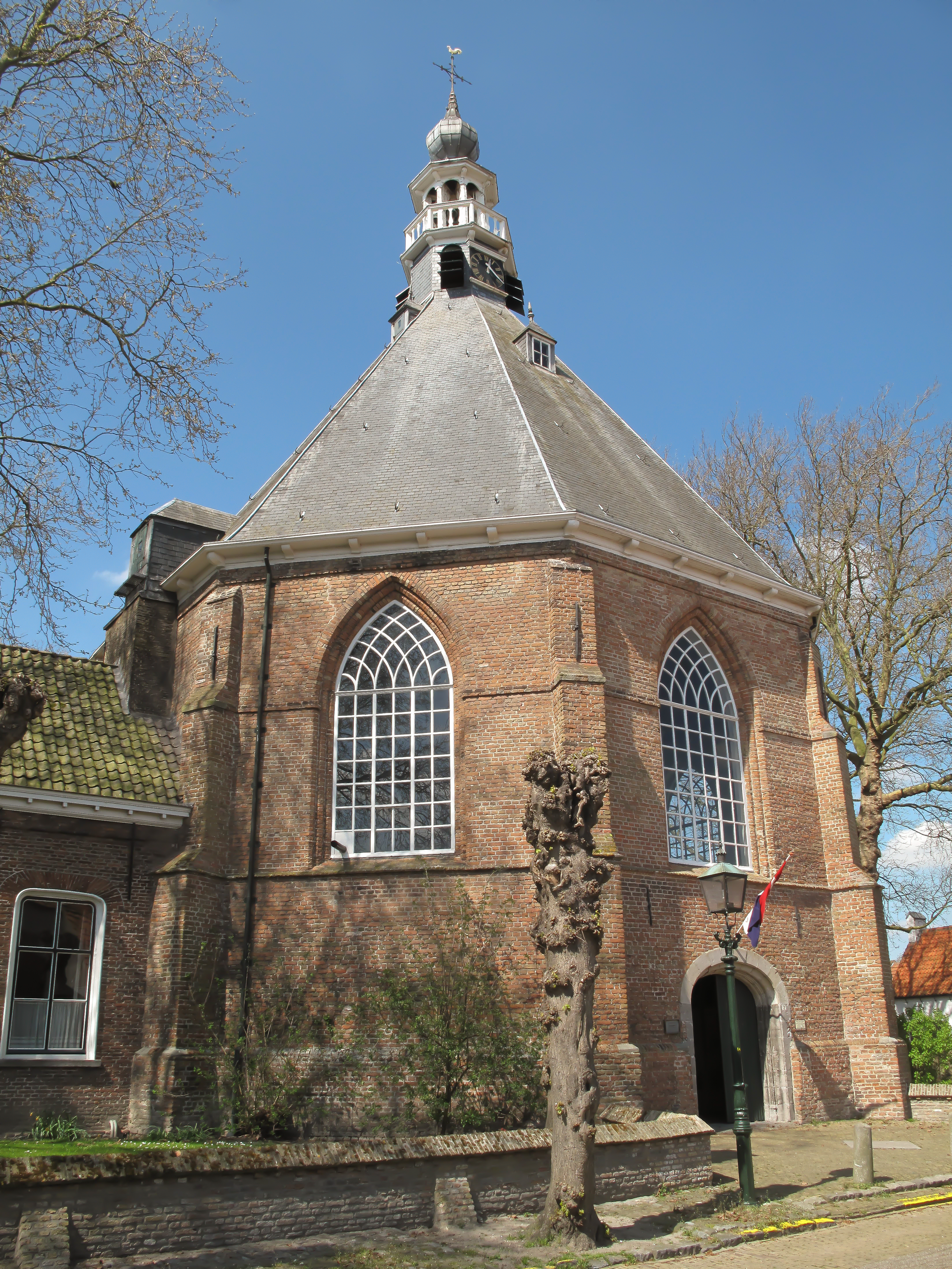
L'église réformée néerlandaise d'Ysendyck, la ville où Petronella Moens séjournait lorsqu'elle subit une attaque sévère de variole, qui eut comme conséquence qu'elle devint malvoyante.

Fille de Petrus Moens (1732-1803), un prédicant, et de Maria Albertina Lyklama Nijholt (1732-1766), Petronella Moens resta célibataire.  Des quatre enfants de ses parents, y compris un fils Josiah mort peu après sa naissance en 1761, elle était la deuxième fille.  Ayant atteint l'âge de deux ans, Petronella déménagea avec ses parents et sa sœur Adriana, âgée de trois ans de plus, de Kûbaard (près de Franeker) à Aardenburg en Flandre zélandaise, où son père avait été appelé comme ministre.  En 1766 mourut sa mère en couches à la naissance de son quatrième enfant, Baukje Maria.  La même année, lorsqu'elle séjournait chez un oncle et une tante à Ysendyck, Petronella subit une attaque sévère de variole, qui eut comme conséquence qu'elle devint malvoyante à jamais.  Ce handicap n'entravait pourtant guère son développement.  Petronella, dont le surnom était « Pietje Potentaat, de wilskrachtige » (« Pierrot le Potentat, le déterminé »), avait un caractère très vif.  De son père, elle apprit à écrire des lettres.  À lui, elle devait son amour d'auteurs tels que Hooft et Vondel.  Amatrice de livres, elle se fit lire beaucoup par des parents et des amis, dont Adriana van Overstraten et Rebekka Dresselaer-Ooremans.  Petronella faisait preuve de dons intellectuels par une mémoire fabuleuse et par ses aptitudes verbales.

### Les sociétés poétiques

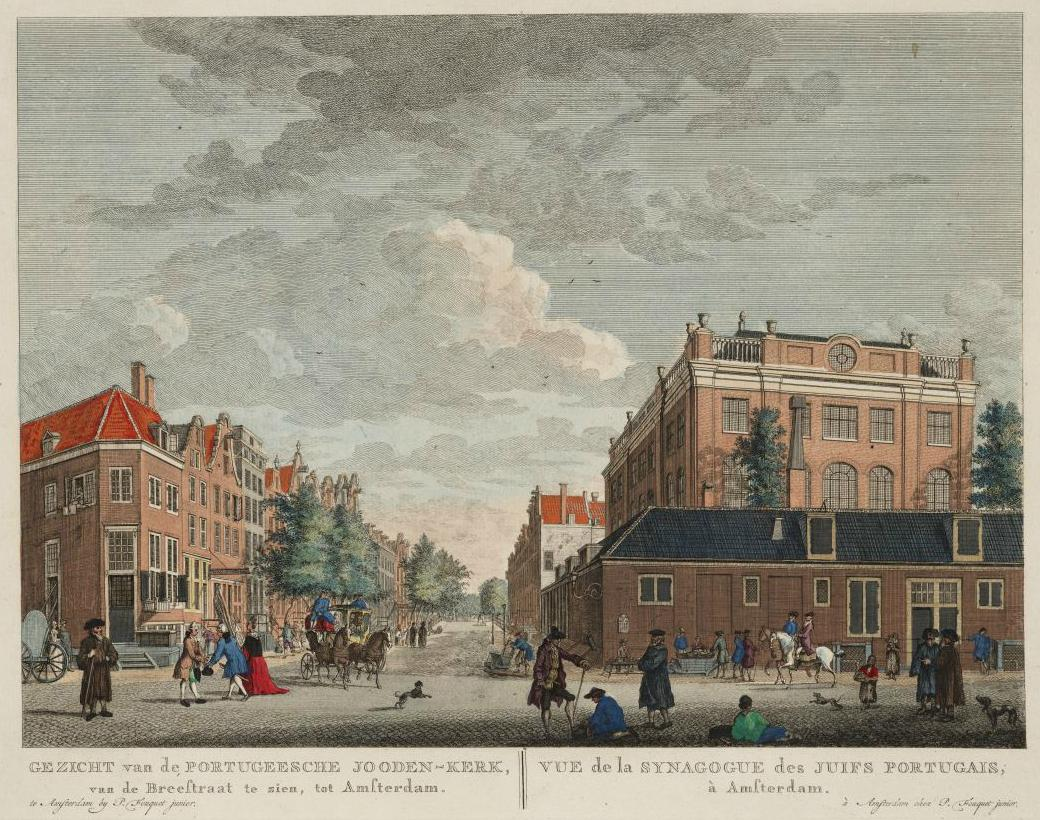
La synagogue portugaise d'Amsterdam, représentée sur une estampe d'après Jan Schouten (coll. des Archives de la ville d'Amsterdam). À la demande de ses parnassim, les poétesses Moens et Van Overstraten écrivirent l'épopée biblique Esther (1786).

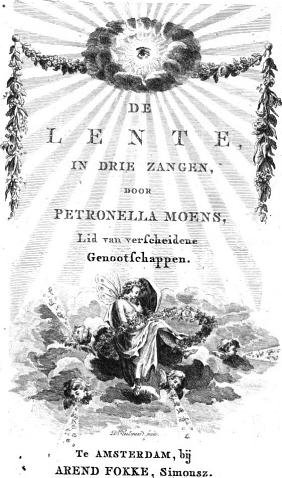
Frontispice de la Lente in drie zangen (Le Printemps en trois chants), de Petronella Moens, ouvrage publié chez Arend Fokke à Amsterdam en 1788.

Le leitmotiv de son œuvre est son engagement social.  Presque tous ses écrits sont consacrés à la patrie.  Incessamment, Moens propageait les vertus, bien connues au XVIIIe siècle, de la piété et du patriotisme, ce qu'elle fit plus particulièrement dans les sociétés poétiques où sa carrière avait commencé.  En 1783, lorsqu'elle atteignit l'âge de 21 ans, le Studium scientiarum genitrix (La diligence est la mère des arts) de Rotterdam l'invita à devenir membre honoraire.  Cette société poétique était devenue un rempart des patriotes, où l'on estimait que Moens s'avérerait un excellent propagandiste politique.  Ravie, Moens se décrivit elle-même humblement comme « […] une rimeuse, ignorante dans l'art ou la métrique, qui, trop souvent emportée par ses pulsions, se perd et qui ne peint ses tableaux que par le moyen de l'imagination ».
Il ne lui manquait d'ailleurs pas d'imagination.  Elle excellait dans la poésie dramatique et les dialogues.  Ce fut en partie grâce à ce talent qu'en 1785, à l'âge de 23 ans, elle remporta la médaille d'or au concours annoncé par une société littéraire et poétique d'Amsterdam, l'Amsteldamsch Dicht- en Letteroefenend Genootschap, pour son poème De waare christen (Le Vrai Chrétien),.
Peu de temps après, elle commença sa collaboration avec Adriana van Overstraten, fille d'un bourgmestre de Berg-op-Zoom, avec qui elle écrivit Esther, en quatre livres (1786), qui leur valut une médaille d'or, décernée par les parnassim de la synagogue portugaise d'Amsterdam.  Cinq autres publications collectives suivirent, entre autres l’Eerkrans voor Aardenburg de Moens (1788), œuvre pour laquelle elle reçut un plateau d'argent de l'administration communale d'Aardenburg.  Dans le dernier recueil qu'elle publia en collaboration avec Van Overstraten, Dichterlijke mengelingen (Mélanges poétiques, 1791), sont incluses ses Dichterlijke gedagten bij den slaavenhandel (Pensées poétiques sur la traite d'esclaves) : un poème qui reflète le parcours patriotique que Moens suivait de plus en plus vers la fin des années 1780 et qui entraîna probablement la séparation de Van Overstraten d'avec elle.
Pour De Goudsbloemen (Les Fleurs d'or, ou soucis officinals [?]), une des huit sociétés poétiques patriotiques auxquelles Moens était affiliée, elle composa un monologue de la reine égyptienne Cléopâtre qui permet au lecteur d'apprendre ce qu'est le vrai patriotisme : Cléopâtre, refusant de se rendre à l'empereur romain Auguste, choisit de se suicider.  Lorsque Moens s'occupe du personnage historique Jan van Oldenbarnevelt, homme d'État néerlandais, elle le représente montant sur l'échafaud pour être décapité, disant adieu à son épouse et à ses enfants, qui étaient sa consolation, parce qu'en eux, son patriotisme se perpétue.

### Moens et les révolutions française et batave

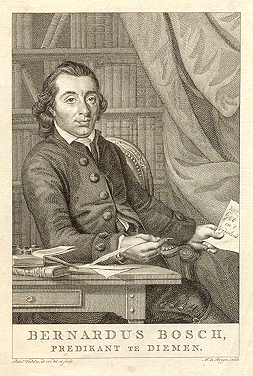
Gravure de Reinier Vinkeles, représentant Bernardus Bosch, le ministre chez qui Petronella Moens habitait à partir de 1792.

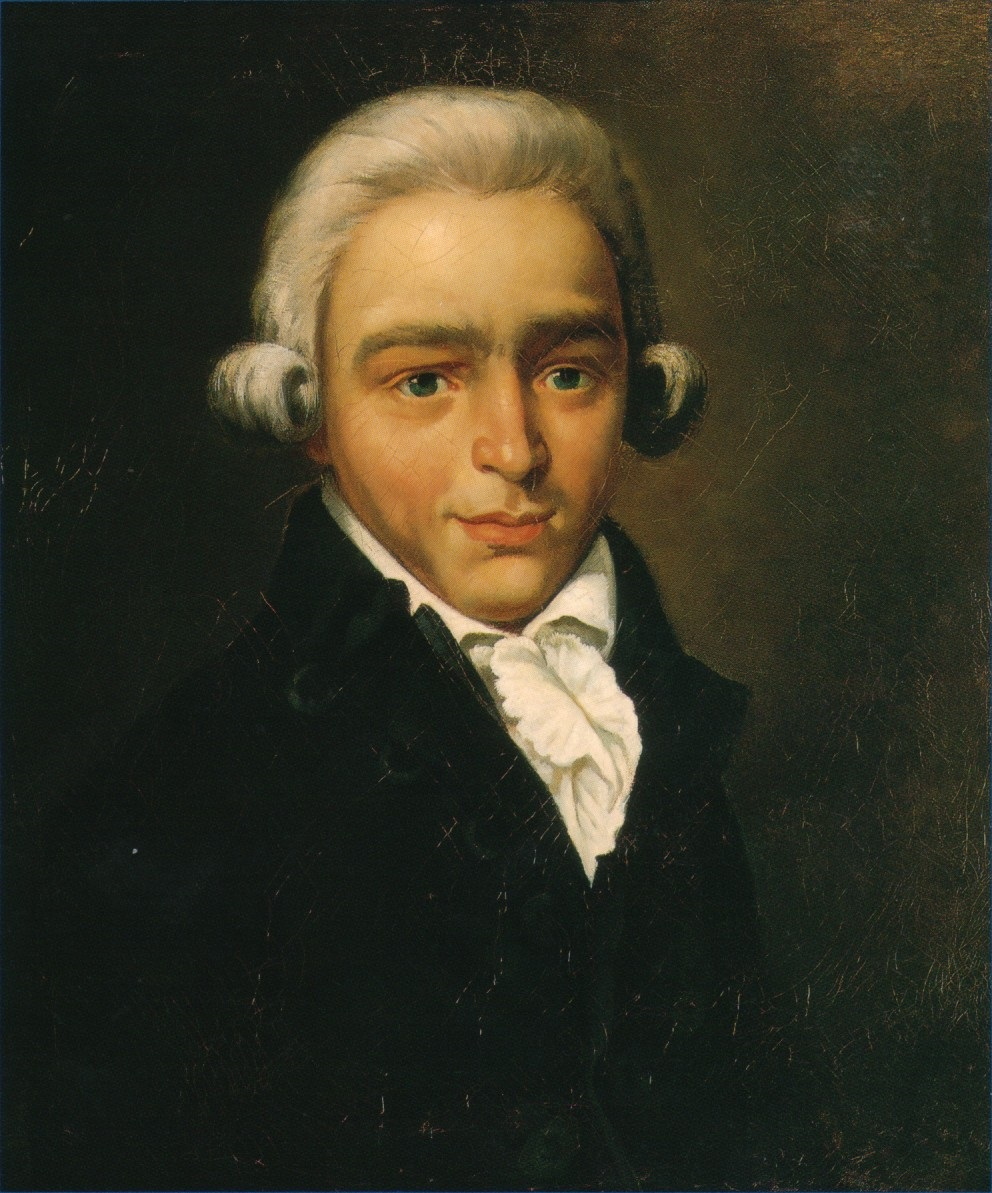
Nombreuses furent les contributions de Petronella Moens au périodique De Menschenvriend (Le Philanthrope), cofondé par Martinus Nieuwenhuyzen, ici représenté dans un portrait peint par Adriaan de Lelie, conservé à l'hôtel de ville de Haarlem.

Au début des années 1790 commença une période troublée pour Moens.  À partir de 1792, elle et sa sœur habitaient chez le ministre Bernardus Bosch, qui était un patriote aussi radical qu'elle.  Bosch, ayant dû quitter son poste à Diemen, avait déménagé à Berg-op-Zoom, ville où il avait fondé une filiale d'une société du bien public, la Maatschappij tot Nut van het Algemeen.  Il s'efforçait de produire autant de propagande que possible contre le stathouder.  Moens et lui formèrent bientôt un partenariat étroit d'écrivains ; ensemble, ils publièrent, entre autres, quelques louanges sur la nouvelle constitution de France, De nieuwe constitutie van Frankrijk, ainsi qu'un chant de fête pour la Société néerlandaise du bien public, Feestzang voor de Nederlandsche Maatschappij tot Nut van 't Algemeen (1792).  En outre, Moens collabora à la revue De Menschenvriend (Le Philanthrope, 1793-1797) de Bosch.  Ensemble, ils écrivirent, entre autres, Belangelooze liefde en waare vriendschap (L'Amour désintéressé et la Vraie Amitié, 1791) et Onze verpligting om tot nut van 't algemeen te werken (Notre devoir de travailler dans l'intérêt de la société, 1791).  À l'été de 1792, l'écrivaine entama une nouvelle étape de sa vie, très peu conventionnelle, en quittant Aardenburg avec sa sœur Baukje Maria pour emménager chez Bosch.  Par une mesure de contrainte judiciaire, son père indigné essaya, non sans résultat, de forcer ses filles de rentrer à la maison.
Bien que leur relation peu commune fît l'objet de ragots, Moens et Bosch restaient avant tout connus comme un collectif d'écrivains.  Ils développaient conjointement des activités, notamment dans le domaine spectatorial.  Moens envoya des articles au Godsdienstvriend (L'Ami de la religion, 1789-1793) et à une revue très critique, De Leerzame Praat-al (Le Babillard instructif, 1790-1792), où les deux cohabitants réitéraient leur protestation contre la traite des esclaves.  Cette revue fut temporairement soumise à la censure ; en raison de propos incendiaires contre l'administration de l'État, sa successeuse, De Vaderlandsche Praat-al (Le Babillard patriotique, 1793 ; également de Moens et de Bosch), fut déjà interdit après la parution du premier fascicule.  Avec Bosch, Moens formait la rédaction de Mengelingen (Mélanges, 1793), et elle collaborait peut-être à une revue du genre spectatorial, De Wereld-Beschouwer (Le Spectateur du monde), dont Bosch était le rédacteur (1794-1795).
Nombreuses furent les contributions de Moens au périodique fondé par Bosch et Martinus Nieuwenhuyzen, De Menschenvriend (Le Philanthrope, 1788-1797).  Elle y exprimait son soutien inconditionnel à la Révolution batave de 1795.  Elle dénonçait l'hérédité des titres de noblesse, appelait ses compatriotes à bien étudier la nouvelle constitution et se montrait un partisan du droit de vote actif et passif des femmes dans la mesure où celles-ci disposaient des compétences nécessaires.  Sauf dans les revues, Moens pratiqua, pendant cette période, de la propagande politique dans de nombreux pamphlets et poèmes, comme De zegevierende patriotten in Nederlanden: eerste jaar der Bataafsche Vrijheid (Les Patriotes victorieux aux Pays-Bas : première année de la liberté batave, 1795).

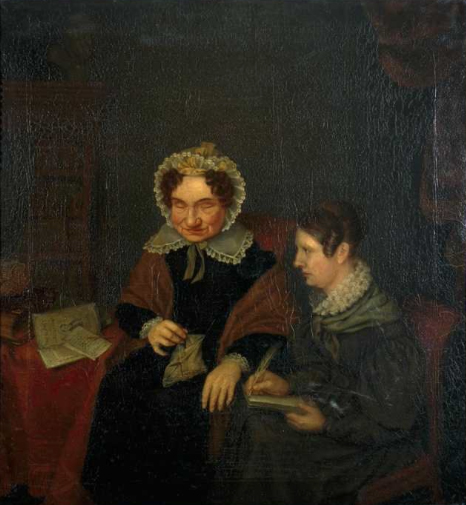
Petronella Moens et Antonia (Antje) Elisabeth Camphuis (1807-1808/1842), par Margaretha Cornelia Boellaard (coll. du musée central d'Utrecht).

En 1796, Petronella Moens, de qui les revenus consistaient en partie d'une annuité de 300 florins, provenant d'investissements que son oncle Adriaan Moens faisait pour elle, devint rédactrice en chef du Menschenvriend.  Entretemps, Nieuwenhuyzen était décédé, et Bosch fut nommé représentant du peuple à l'Assemblée nationale de la République batave cette année-là.  Un peu plus tard, Moens mit fin à son amitié avec Bosch en raison d'un différend commercial.  Elle dut remplir la revue toute seule ; pour elle, ce fut sans doute une expérience enrichissante.  Elle commença à publier sa propre revue patriotique, le « spectator » De Vriendin van 't Vaderland (L'Amie de la patrie), l'une des premières revues écrites par une femme, publiée dans les années 1798-1799, et dans l'introduction duquel elle promit aux lecteurs de ne pas les fatiguer par des questions d'actualité politique.  En réalité, la spectatrice traitait presque uniquement de cette matière-là.  Presque tous les 52 fascicules étaient consacrés aux efforts des représentants du peuple à venir à une constitution.  Moens y voyait une mission, notamment celle d'expliquer ce processus complexe et chaotique aux citoyens communs, « patriotiques et honnêtes ».  Sa revue avait une dimension émancipatrice, car elle faisait autant appel aux lecteurs qu'aux lectrices.  En publiant à plusieurs reprises des lettres de lectrices fictives, soi-disant envoyées par des « citoyennes » soucieuses du bien-être de la nation, elle voulait préciser que les femmes, elles aussi, pouvaient s'intéresser à la politique.  Cela revêtait une importance capitale pour la cohésion de la patrie, car, selon Moens, il appartient aux femmes d'éduquer « la prochaine génération » pour en faire des « citoyens utiles et vraiment nobles ».  Étant donné la baisse d'intérêt du public pour la politique à La Haye, Moens dut renoncer à son hebdomadaire en 1799.

### Après 1800

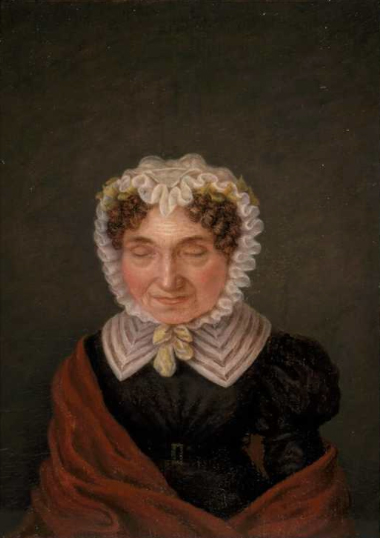
Petronella Moens (entre 1820 et 1824), portrait par Margaretha Cornelia Boellaard (coll. du musée central d'Utrecht).

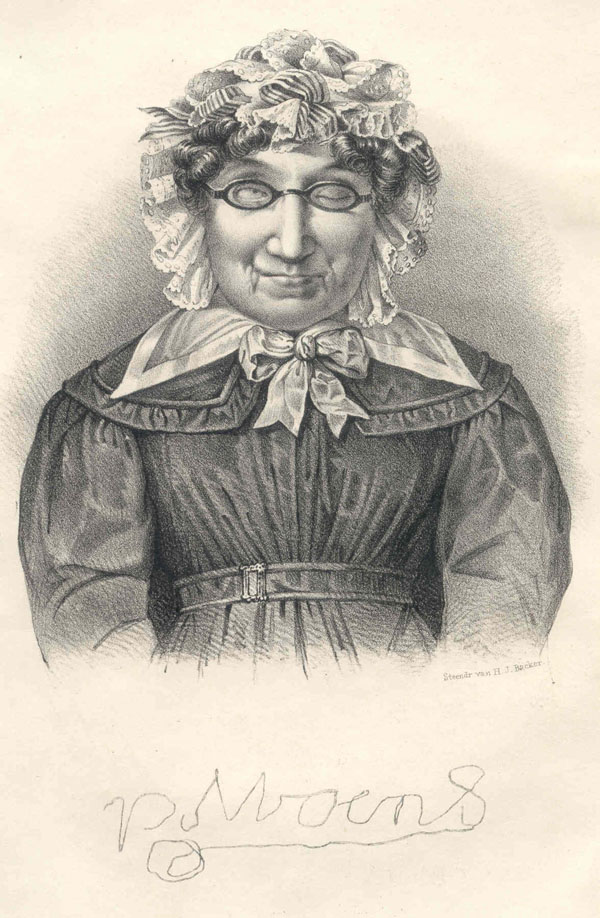
Petronella Moens, portrait lithographié par Hilmar Johannes Backer, frontispice de l'ouvrage de Willem Hendrik Warnsinck et Johannes. Decker Zimmerman sur Petronella Moens, publié à Amsterdam en 1843.

Après 1800, Moens, qui entretenait également des contacts avec des chambres de rhétorique d'Anvers, de Bruges, de Gand et de Middelburg en Flandre, écrivit beaucoup de littérature enfantine sans toutefois négliger son engagement politique.
Dans le roman Aardenburg, of de onbekende volkplanting in Amerika (Aardenburg, ou la colonie inconnue en Amérique, 1817), elle évoque une société utopique, meilleure que celle des Pays-Bas du XIXe siècle.  Moens continua à publier des ouvrages à tendance politique, entre autres celui, versifié, sur l'attaque sur le sol batave par les Britanniques et les Russes et sur la retraite honteuse de ceux-ci, De woeste aanval en de schandelijke aftogt der Britten en Russen, op en van den Bataafschen grond (1799, 1800) et Bespiegelingen over Europa (Réflexions sur l'Europe, 1802).  Cependant, après 1800, prise par une vague de dépolitisation de la vie publique, elle plaida vigoureusement en faveur de la réconciliation nationale.  De cette époque datent ses premiers livres pour enfants, Letter-kransje voor lieve en brave kinderen (Bouquet littéraire pour les enfants sages et aimables, 1806) et De kleine Suse Bronkhorst (La Petite Suse Bronkhorst, 1808).
Après avoir résidé cinq ans avec sa sœur Baukje Maria à Aardenburg, Moens, en 1803, s'installa avec son autre sœur, Adriana, d'abord au même endroit, mais à La Haye à partir de 1813.  Désormais, elle devait pourvoir à ses propres besoins, et, bien qu'elle trouvât une source de revenus dans les livres pour enfants qu'elle écrivait, elle ne cessait de se plaindre du manque d'argent.  C'était en tant qu'une sorte d'écrivassière professionnelle qu'elle contribuait à divers almanachs, y compris celui des femmes composé par des femmes Almanak voor vrouwen door vrouwen (1793-1816).  Après plus d'une décennie de silence, Moens fit de nouveau preuve d'engagement politique.  Par Bij de verlossing van mijn dierbaar vaderland (À l'occasion de la libération de ma chère patrie, 1813), elle participa à l'euphorie accompagnant la restauration des Pays-Bas en tant qu'État indépendant, et dans la revue Euphonia, een weekblad voor den beschaafden stand (Euphonie : un hebdomadaire pour la classe civilisée, 1814-1829), elle publiait des poèmes comme Algemeene vrede van 1814 (Paix générale de 1814) et Bij het intrekken van Napoleon Bonaparte in Parijs (À l'occasion de l'entrée de Napoléon Bonaparte à Paris, 1815).  Dans son roman Aardenburg, of de onbekende volkplanting in Zuid-Amerika (Aardenburg, ou la Colonie inconnue en Amérique du Sud, 1817), elle créa une société utopique dans une plantation par le biais de laquelle elle put exposer ses idées sur la traite négrière.  En 1821, Moens déménagea à l'Oude Gracht (le Vieux Canal) d'Utrecht, où elle vivait, dès 1829, avec sa secrétaire Antje Camphuis.  Pour la première fois dans sa vie, Moens était complètement indépendante.  Pendant les années passées à Utrecht, elle se consacra à l'écriture d'ouvrages exclusivement adressés aux lectrices.  Avec Dagboek voor mijne vrouwelijke landgenooten (Journal pour mes compatriotes féminines, 1826-1831) et Legaat aan mijne vrouwelijke landgenooten (Légat à mes compatriotes féminines, 1829), elle plaida pour l'amélioration de la formation et l'éducation du sexe qu'elle qualifiait de « moins corporel » mais « plus passionné ».  Des problèmes financiers l'obligèrent de poursuivre ses activités jusqu'à un âge avancé.  Des écrits comme Aan mijn vaderland, bij den terugkomst van onze zegepralende helden, met den prins van Oranje aan het hoofd (À mon pays, lors du retour triomphal de nos héros, avec le prince d'Orange à la tête, 1832) peuvent sans doute être considérés comme des requêtes par lesquelles elle demandait subtilement la charité.  Elle mourut à l'âge de quatre-vingts ans et fut inhumée au cimetière Soestbergen de la rue de l'Oie (Gansstraat) d'Utrecht.

## Moens et la postérité

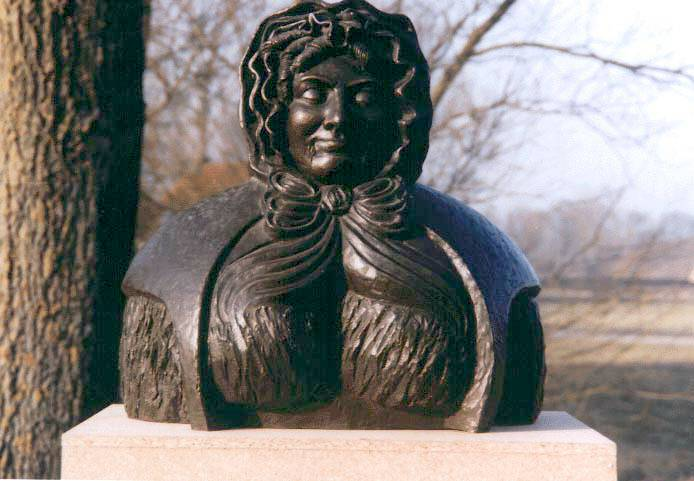
Petronella Moens (2001), buste en bronze de la sculptrice Ineke Ekkers, près de l'église Saint-Bavon d'Aardenburg.

Petronella Moens était une journaliste parlementaire avant la lettre qui suivait de près les débats à l'Assemblée nationale et qui s'intéressait particulièrement à des thèmes tels que l'émancipation de la femme et des Juifs, et l'abolition de la traite négrière.  Elle est pourtant entrée dans l'histoire comme une sage et pieuse poétesse et écrivaine royaliste de livres d'enfant qui, malgré sa mauvaise vue, pouvait encore habilement tricoter et broder.  Le peu d'attention que l'on a accordé à la période militante de sa vie de patriote radicale est à mettre en relation avec l'aversion, au XIXe siècle, de la Révolution batave, que l'on ne considérait plus que du point de vue orangiste en raison de la déception provoquée par l'évolution politique ultérieure.  Jusqu'à une époque récente, la cause en était également la tendance des historiens à ignorer le rôle des femmes dans l'histoire.  Depuis les années 1980, elle fait l'objet de plusieurs études.  Le 1er février 2000 a été créée, à Nimègue, la fondation Petronella Moens De Vriendin van 't Vaderland (L'Amie de la patrie), et, la même année, Ans J. Veltman-van den Bos a publié une biographie assez complète.

## Ressources

### Sources
- (nl) Baar-de Weerd, Claudette.  Uw sekse en de onze: vrouwen en genootschappen in Nederland en in de ons omringende landen (1750-ca.1810), Hilversum, Verloren, 2009, p. 108.
- (en) Gemert (van), Lia (trad. par Brenda Mudde).  « A Blind Beacon: Petronella Moens », Writing from the Low Countries 1200-1875: A Bilingual Anthology, Amsterdam, Amsterdam University Press, 2011, p. 454, 457.
- (nl) Gobbers, Walter.  « Moens, Petronella », De Nederlandse en Vlaamse auteurs van middeleeuwen tot heden met inbegrip van de Friese auteurs (réd. Gerrit Jan van Bork et Pieter Jozias Verkruijsse), Weesp, De Haan, 1985, p. 391.
- (nl) Hagen, Edwina.  Moens, Petronella, [En ligne], 13 janvier 2014, réf. du 19 septembre 2014.  .
- (nl) J.D./L.  « Adriana van Overstraten », Navorscher, 14e année, Amsterdam, C.M. van Gogh, 1864, p. 270.
- (nl) Jensen, Lotte.  Bij uitslutiing voor de vrouwelijke sekse geschikt: vrouwentijdschriften en journalistes in Nederland in de achttiende en negentiende eeuw, Hilversum, Verloren, 2001, p. 75-76, 78.
- (nl) Klapwijk, Cees (réd.).  Petronella Moens, [En ligne], [s. d.], réf. du 19 septembre 2014.  [www.literatuurgeschiedenis.nl]
- (nl) Stichting Petronella Moens, De Vriendin van 't Vaderland, Nijmegen, [En ligne], réf. du 19 septembre 2014.  [www.petronella-moens.nl] (Fondation Petronella Moens).
- (nl) Vries (de), Marleen.  « Dichten is zilver, zwijgen is goud: vrouwen in letterkundige genootschappen, 1772-1800 », De Achttiende Eeuw 31, 1999, p. 199-213.

#### Liens bibliographiques
- Petronella Moens (site web de la Bibliothèque numérique des lettres néerlandaises).  [www.dbnl.nl].
- Inauthor:"Petronella Moens" (plusieurs ouvrages de Petronella Moens sur Google Livres.  [www.google.be].

#### Autres liens
- Petronella Moens (site web sur Petronella Moens).  [www.petronella-moens.nl].
- Album amicorum Petronella Moens (page sur l'Album amicorum de Petronella Moens du site web de la Bibliothèque nationale des Pays-Bas).  [www.kb.nl].